# トルコ語アルファベット
トルコ語アルファベット（トルコごアルファベット、土: Türk alfabesi）は、トルコ語で1928年以降用いられているラテン用字系アルファベットである。1928年以前に使われていたアラビア文字によるオスマン語アルファベットを置き換えて使われている。
トルコ語アルファベットは29字母（文字）からなり、それぞれに大文字小文字のペアがある。そのうちの7種類（Ç, Ş, Ğ, I, İ, Ö, Ü）は、トルコ語の音声学的要求のため元々のラテン文字から変更が加えられている。現在の公式アルファベットであり、異なる時代に用いられた一連のアルファベットの中で最新のものである。
一般的なラテン文字にあるQ, W, Xの文字は外来語にしか用いられない。セディーユやウムラウト記号、ブレーヴェなどの付加記号をつけた文字はもとの文字とは別の文字として扱われる。
1つの文字がほぼ1つの音に対応する表音文字である。しかし近年の英語からの借用語では原語での綴りが保存されることが多く、対応関係が崩れることもある。

## 文字の一覧
トルコ語アルファベットは29字母からなる。辞書順では付加記号を持つ字母は持たない字母の直後に配置される。各字母の名称は、母音字はその発音、子音字はğを除いてその子音に母音 -e を付けたものである。q, w, xは基本的に使用されない。
それぞれの音価については、トルコ語の音韻を参照。
| 大文字 | 小文字 | 文字名称   | 音素     | 備考 |
| ------ | ------ | ---------- | -------- | --- |
| A      | a      | a          | /a/      | |
| B      | b      | be         | /b/      | |
| C      | c      | ce         | /dʒ/     | 英語の"jam"におけるjの音。日本語の「ヂャ」行の子音。 |
| Ç      | ç      | çe         | /tʃ/     | 英語の"church"におけるchの音。日本語の「チャ」行の子音。 |
| D      | d      | de         | /d/      | |
| E      | e      | e          | /e/, /æ/ | 日本語「エ」の音。子音と l, m, n, r に挟まれると /æ/ となる。 |
| F      | f      | fe         | /f/      | |
| G      | g      | ge         | /g/, /ɟ/ | 母音 e, i, ö, ü (前舌母音)の前ある場合、口蓋化して/ɟ/で発音する。 |
| Ğ      | ğ      | yumuşak ge | /ğ/      | 音素は/ğ/だが、現代トルコ語では脱落されている。 子音の前或いは語末にある場合、前の母音が長音化(/ː/)する。 母音の前にある場合は基本的に脱落するが、iの直前にある場合は/j/、uの直前にある場合は/w/で発音されることもある。 |
| H      | h      | he         | /h/      | |
| I      | ı      | ı          | /ɯ/      | 唇を丸めずに「ウ」と発音したときの母音。 |
| İ      | i      | i          | /i/      | |
| J      | j      | je         | /ʒ/      | 英語の"leisure"のsの発音。 |
| K      | k      | ke         | /k/, /c/ | 母音 e, i, ö, ü の前にある場合、口蓋化して/c/で発音する。 |
| L      | l      | le         | /ɫ/, /l/ | |
| M      | m      | me         | /m/      | |
| N      | n      | ne         | /n/      | |
| O      | o      | o          | /o/      | |
| Ö      | ö      | ö          | /œ/      | ドイツ語のÖの音。丸めた唇で「エ」を発音したときの母音。 |
| P      | p      | pe         | /p/      | |
| R      | r      | re         | /ɾ/      | 日本語「ラ」行。語末では無声化して「シュ」のように聞こえる。 |
| S      | s      | se         | /s/      | |
| Ş      | ş      | şe         | /ʃ/      | 英語の"sheep"におけるshの音。日本語の「シャ」行の子音。 |
| T      | t      | te         | /t/      | |
| U      | u      | u          | /u/      | 英語の"put"におけるuの音。日本語の「ウ」より唇を丸めて発音する。 |
| Ü      | ü      | ü          | /y/      | ドイツ語のÜの音。丸めた唇で「イ」と発音したときの母音。 |
| V      | v      | ve         | /v/      | 英語の"village"におけるvの音。日本語の「ヴァ」行の子音。 |
| Y      | y      | ye         | /j/      | |
| Z      | z      | ze         | /z/      | 英語の"zigzag"におけるzの音。語末では無声化ぎみ。 |

### 補足
- q, w, x はそれぞれ、kyu, dabulyu, iksと呼称する。
- ğはオスマン語アラビア文字におけるگ (/g/) とغ (/ɣ/) の置き換えを目的としていた。しかしもとの発音は保存されず、現在のトルコ語では後続母音を消し先行母音を長母音化させて発音される[10]。
- ıはm, n, uなどと続け書きしたときに混乱のもととなるため（例えば mınımum）、アタテュルク自身はĭ, ŭをı, uの代わりに使用していた[11]。
- kはしばしば “ka” と呼ばれることがある。hも “ha” と呼ばれることがある[12]。
- qは外来語以外では使われないが、文字改革の際にはkの口蓋化音を表す文字としての表記が提案されたことがある[13]。

## 制定の経緯

### トルコ革命以前
現在のトルコ語アルファベット以前に使われていたアラビア文字とその用法には以下のような問題があった。
- 8つの母音を持つトルコ語に対して、3つの母音文字しか持たない[注 3]。
- アラビア語やペルシア語からの借用語以外には用いられない、トルコ語には存在しない発音の子音がある。
- 短母音を記さず、また正書法がないため曖昧かつ難解である。

これらの問題から文字を改革しようという議論が始まったのはタンジマート期の1850年代であった。同時期の議論の中では主に識字率の向上を図るためとして文字改革をすることが主張され、アラビア文字にトルコ語の母音を表す文字を足すという提案などがされた。1913年には、アラビア文字の尾字形のみを用い、ا、ي、وの3文字の変化型を子音に続けることで母音を表すという試みがエンヴェル・パシャによって行われたが、失敗に終わっている。
旧来のアラビア文字を捨て新たにラテン文字を採用するべきという意見は1860年ごろからあり、アラビア文字の改良案と並行して議論が進められた。オスマン帝国の支配下でアラビア文字を採用し、トルコ語と同様の問題を抱えていたアルバニア語について、ラテン文字が1910年に復活されると、トルコ語でも同様にラテン文字を採用するべきという意見が出てくる。ソビエト連邦内のトルコ語話者がラテン文字を使うことが1926年に決定されると、汎トルコ主義者からもラテン文字の導入が叫ばれるようになった。当時にはトルコ語知識層の間で最も知られていた西欧言語であったフランス語の表記法をもとにした文字と綴りによってラテン文字化することが当然と思われていたが、47文字を必要とし記述も長くなるという問題があった。

### ムスタファ・ケマルによる導入

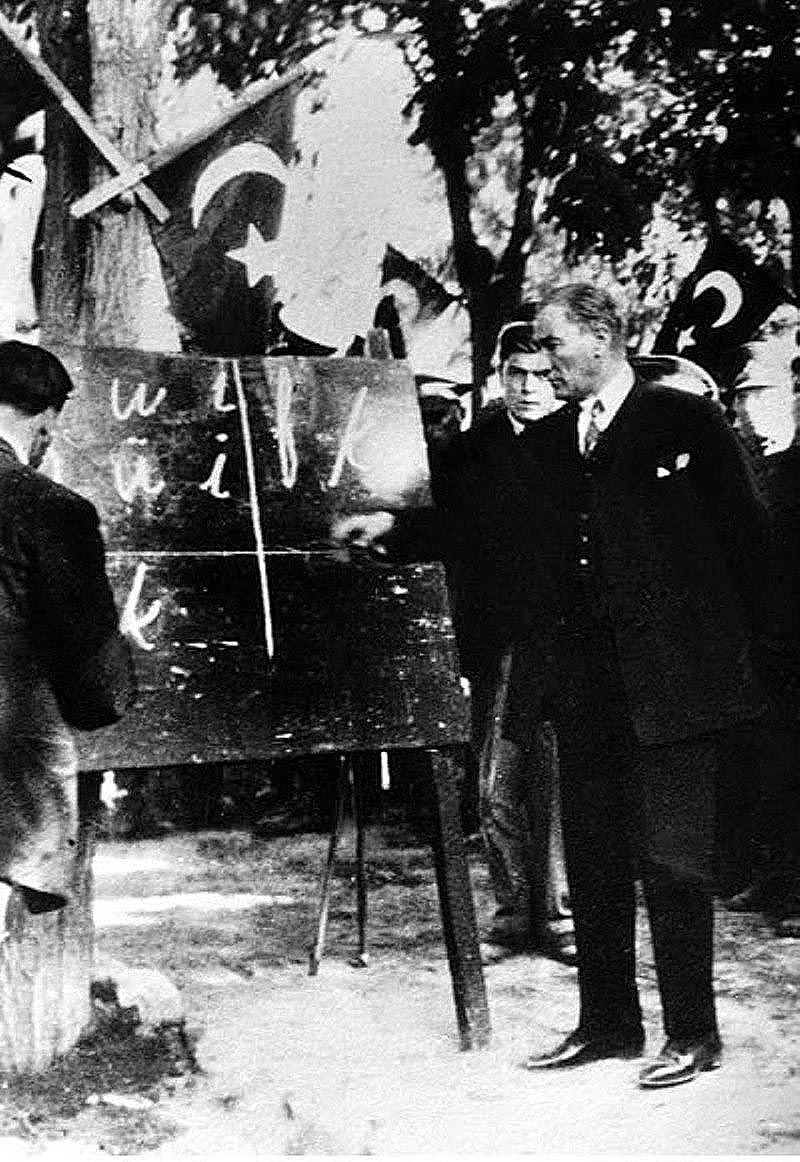
トルコ語アルファベットを紹介するムスタファ・ケマル（1928年9月20日）。

トルコ革命によって専権を得たムスタファ・ケマルは、1923年からラテン文字化を念頭に文字改革の議論を行わせてきた。
ラテン文字化によって西欧に同化されることやコーランを読めるトルコ人が減少することを恐れるイスラム宗教人層からの反発も多くあったが、1928年5月20日にまずアラビア数字の採用がトルコ大国民議会で決定されると、同様にラテン文字が採用できるか調査するためにアルファベット委員会が設置された。委員会ではアラビア文字のラテン文字転写は原理的に否定され、トルコ語の発音を正確に表す文字表記について議論が行われた。ムスタファ・ケマルも時間が許せば委員会に参加していた。委員会は8月に新たな「トルコ文字」をケマルに提案した。
1928年8月9日にトプカプ宮殿で新アルファベットの採用がムスタファ・ケマルによって発表され、その後ケマル自身が、独立の英雄としての自身のカリスマを利用しながら、アナトリアを回って新アルファベットの宣伝を行った。この実際に使用した経験を踏まえて、ケマルは表記法のいくつかの変更を指示している。例えば接尾辞の連結時に付けられていたハイフンは廃止された。
ムスタファ・ケマルの指示による変更などを経て、現在の形のトルコ語アルファベットと表記法が完成し、1928年11月1日のトルコ大国民議会にて立法がなされた。新表記法への移行は急速に行われた。立法の2日後から新表記による文章の受け入れが義務付けられ、旧表記法で書かれた本を指導目的で学校で使用することは禁止された。旧表記の本の出版は1929年1月1日以降は禁止となり、1929年6月1日からは市民による政府とのやりとりは新表記で書くことが義務付けられた。また新表記を読み書きできないものは大国民議会の議員となれないと憲法12条に定められた。この急速な移行は、新表記を既成事実化することで大国民議会での論争をケマルが避けようとしたためと考えられる。
アルファベット法の成立後、Millet Mektepleri「国家の学校」が設立され、新アルファベットの習得と同時に国民の識字率向上が図られた。新聞や雑誌では19世紀から部分的にラテン文字が用いられていたが、立法後は新アルファベットの使用が義務付けられるとともに、その紙面で使用促進が図られた。しかし新アルファベットへの移行によって読者数は大きく落ち込み、規模の小さい新聞、雑誌では廃刊になるものもあった。軍でも新アルファベットの教育が行われ、徴兵された男性には授業が行われた。
これらの努力にかかわらず、旧来のアラビア文字も1940年代まで使われ続けた。法律によって禁止されているはずの公的空間でも使われ続け、移行は結果的に漸進的なものとなった。

## あわせて用いられる記号類
母音の上のサーカムフレックス (düzeltme işareti) は2つの意味で用いられる。1つにはその母音が長母音であることを示し、1つにはペルシア語・アラビア語に由来する言葉で起こる先行子音(g, k, l)の口蓋化を示す。後者の口蓋化については1928年の文字改革のさい、k, g, lにhを後続させる表記法が一旦決定されたが、すぐに撤回されサーカムフレックスを使う現在の表記が定められた。2つの意味でサーカムフレックスを使用することとしたため混乱が生じ、現在ではサーカムフレックスを表記することは少なくなっている。
アポストロフィ (Kesme işareti) は固有名詞と接尾辞の間に挟まってその境界を明らかにするために使われる。
ハイフンは、はじめ接尾辞との境界を表すため、またペルシア語由来の複合語においてエザーフェを明らかにするために用いることが提案されたが、アタテュルクによってこの用法は廃止されている。後にトルコ言語協会は後者の用法を復活させたが、近年は用いられない傾向にある。
その他疑問符が疑問文の文末に、終止符がそれ以外の文末に用いられる。また感嘆符が驚きや強調を表すため用いられる。引用の際にはダッシュかダブルクォートが用いられる。

## 共通テュルク文字
トルコ語アルファベットの29文字に5文字を加えた共通テュルク文字が1991年に提案され、1992年にアゼルバイジャンとクリミア・タタール人によって採用された。また、ウズベキスタンとトルクメニスタンでも1993年に採用された。